# Дилижанс

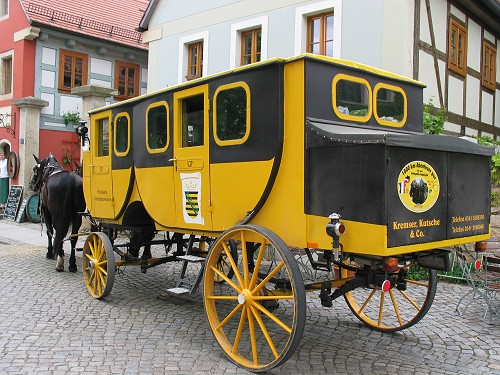
Копия саксонского дилижанса в Радебойле.

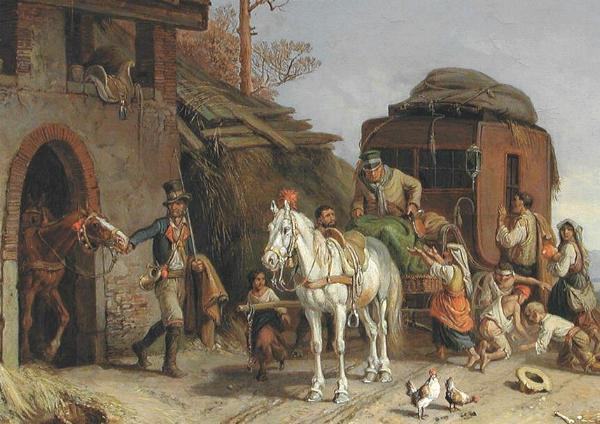
Генрих Бюркель «Дилижанс на станции».

Дилижа́нс (от фр. carosse de diligence, «проворный экипаж») — транспортное средство для междугородной перевозки пассажиров, с багажом, а также вид междугородного общественного транспорта.
Многоместная повозка (карета) на конной тяге, перевозившая пассажиров и почтовые отправления. Кроме того, существовали специальные почтовые дилижансы. Существовали и дилижансы на паровой тяге.

## История

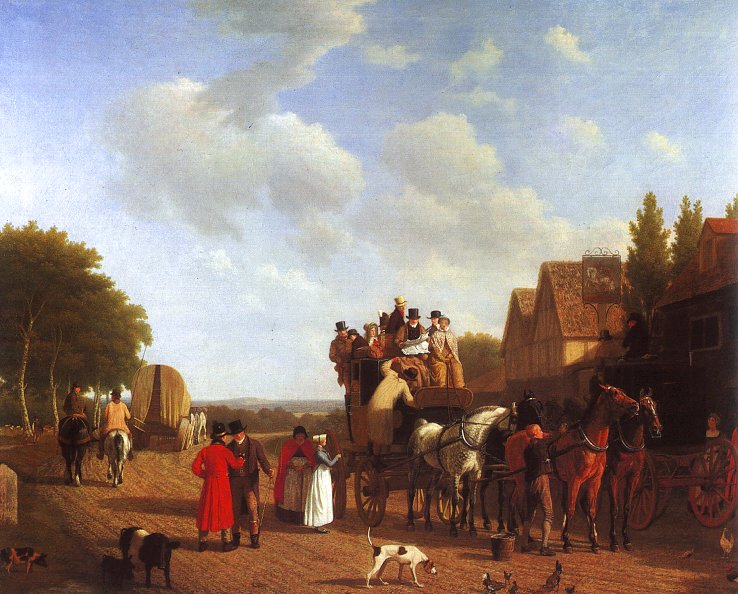
Дилижанс на дорогах Англии. Жак-Лаурент Агасс, 1815

Дилижансы появились в Англии в XVII веке, получили наибольшее распространение в конце XVIII — начале XIX века. Дилижанс предлагал более быстрое междугороднее путешествие за счёт постоянной смены уставших лошадей.

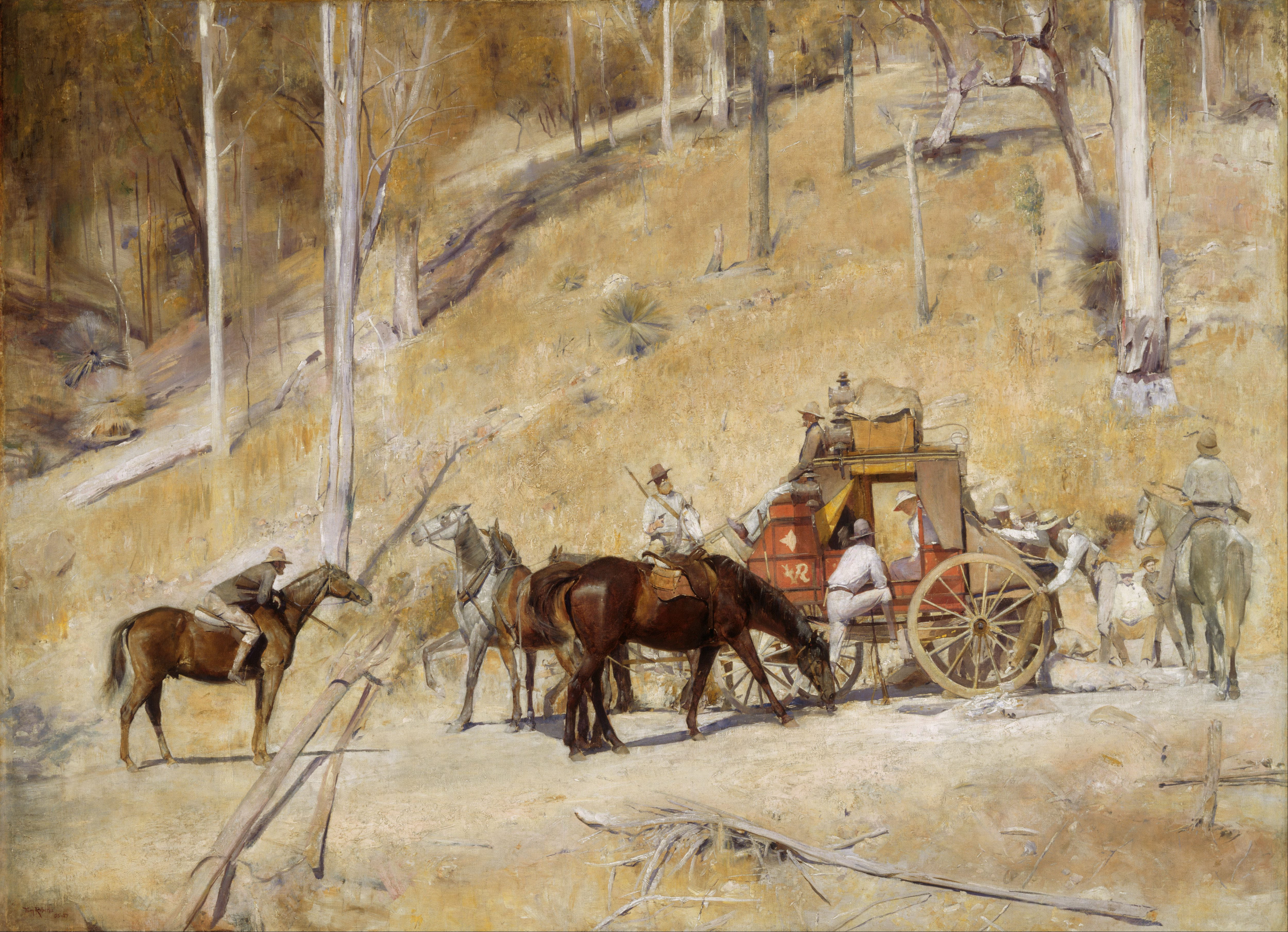
Дилижанс на дорогах Австралии в конце XIX века. Том Робертс, 1925

Значение дилижансов начало падать после появления железных дорог и речных пассажирских пароходов. Последние дилижансы использовались до второго десятилетия XX века, пока не были заменены автобусами. Например, в Нидерландах последний маршрут дилижансов действовал до 1915 года.

### Дилижансы в США

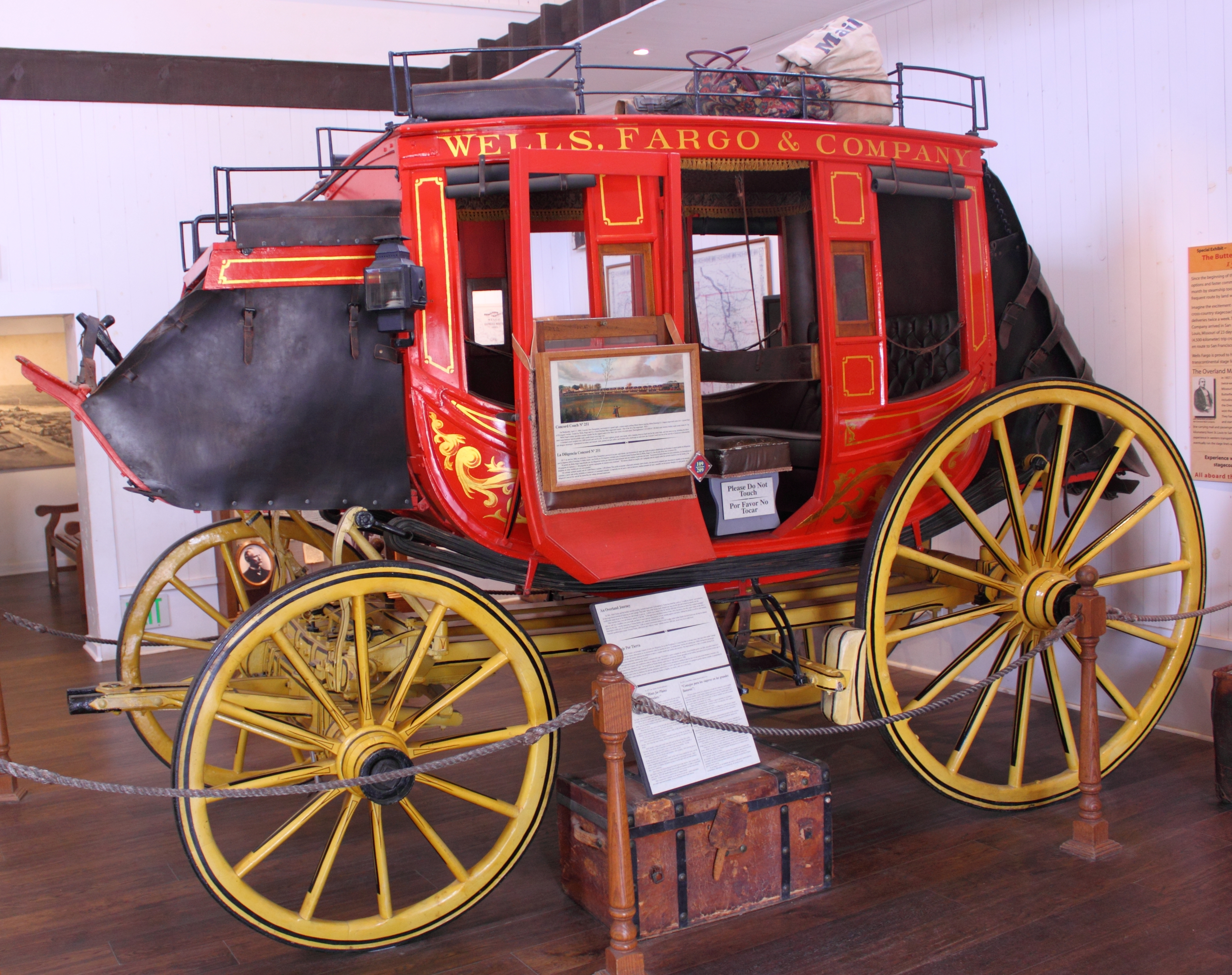
Так называемый конкордский дилижанс с символикой компании Wells Fargo. Такие дилижансы с 1827 года производились в городе Конкорд (штат Нью-Хэмпшир) и славились прочностью и комфортом

В США дилижансы принадлежали частным компаниям. Они заключали выгодные договоры с Почтовой службой США на перевозку почты. Часто утверждается, что Pony Express, начавшая деятельность в 1860 году, была первой компанией по быстрой доставке почты от реки Миссури до тихоокеанского побережья, однако дилижансы Overland Mail Company начали рейсы от Миссури в Сан-Франциско в 1858 году. Overland Mail Company основал Джон Баттерфилд, начинавший с простого возницы. Но в 1860-е годы его компания разорилась и была приобретена многопрофильной компанией Wells Fargo, которая создала целую сеть маршрутов по Дикому Западу, включавших специальные охраняемые станции для отдыха и ночлега пассажиров. В особо опасных районах, где на путешественников нападали индейцы, компания строила и форты. На дилижансы нападали не только индейцы, но и обычные бандиты. Самым известными из грабителей дилижансов на Диком Западе были Том Белл и «Чёрный Барт» (Чарльз Е. Болз). Лишь в Аризоне с 1875 по 1903 год было совершено 128 ограблений дилижансов.
Трансконтинентальные рейсы дилижансов продолжались до постройки первой трансконтинентальной железной дороги США в 1869 году..
За всю историю дилижансов в США известна только одна женщина-возница, чернокожая Мэри Филдз, по кличке «Мэри-дилижанс». Ей уже было 60 лет, когда она вызвалась возить почту между городком Каскейд в Монтане и близлежащими поселениями. Она продемонстрировала такое умение обращаться с лошадьми, что Почтовая служба США приняла ее на работу в порядке исключения.

### Дилижансы в Российской империи
Первое дилижансное общество в Российской империи было организовано в 1820 году. Маршрут Москва — Петербург преодолевался за 4–4,5 суток при стоимости проезда 55 — 95 рублей за одного пассажира. Средняя скорость езды дилижанса была 100—150 вёрст в день.
В 1822 году Карл Брюллов пользовался маршрутом Петербург — Рига.
Известно, по письмам А. С. Пушкина, что поэт многократно пользовался дилижансом по дороге из Санкт-Петербурга в Москву и обратно.
В 1838 году открылась линия дилижансов от Гатчины до Царского Села.
В 1840 году началось ежедневное движение пассажирских дилижансов между Москвой и Нижним Новгородом. Путь занимал 5 суток. В каретах на момент открытия линий помещалось по восемь пассажиров.
В 1841 году дилижансные линии связали столицу с Ригой и Варшавой.
С 1852 года было открыто регулярное движение почтово-пассажирских дилижансов по линии Москва — Харьков.
В 1860—1861 годах действовала согласованная с железной дорогой линия Динабург — Ковно (до открытия прямого железнодорожного сообщения). 

## Почтовый дилижанс

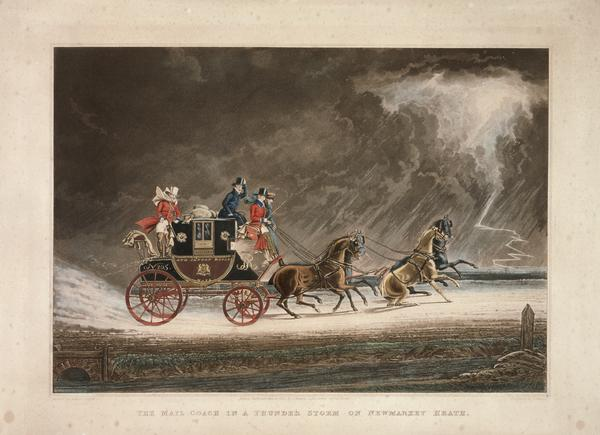
Английский почтовый дилижанс (Суффолк, 1827)

Почто́вый дилижа́нс (англ. mail coach) — транспортное средство для перевозки почты с использованием дилижанса.
Почтовые дилижансы получили наибольшее распространение в конце XVIII — начале XIX веков. Средняя маршрутная скорость почтовых дилижансов составляла 9—10 км/ч. Например, поездка по маршруту Париж—Базель занимала 60 часов.
Дилижансы ехали днём и ночью. Перемещение в почтовом дилижансе было быстрее, чем в почтово-пассажирском, так как он останавливался только для передачи почты, приёма еды и для смены лошадей.
В Великобритании доставка почты дилижансами началась в 1784 году. В Ирландии первый почтовый дилижанс начал действовать в 1789 году.

Изображения почтового дилижанса на почтовых марках
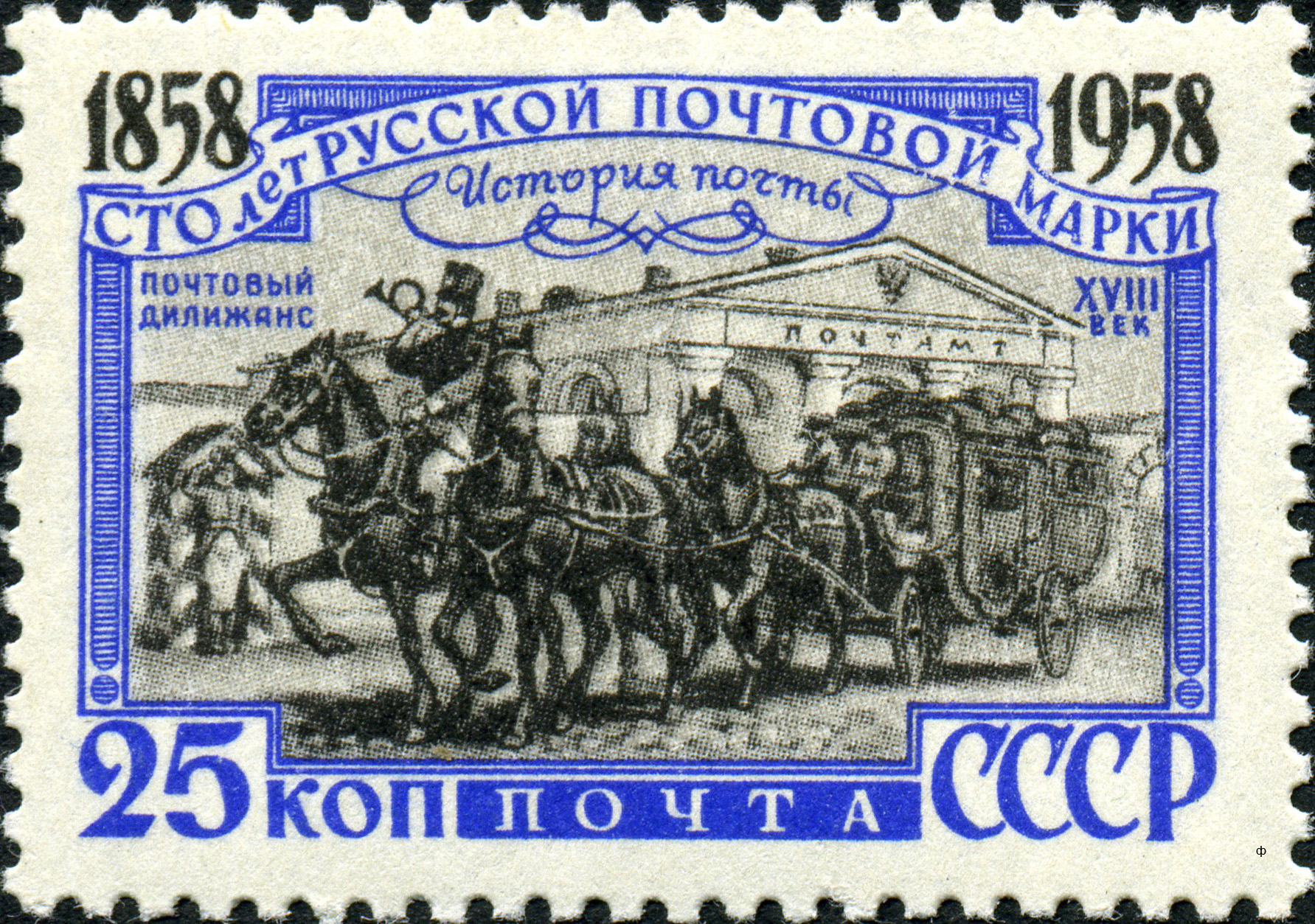
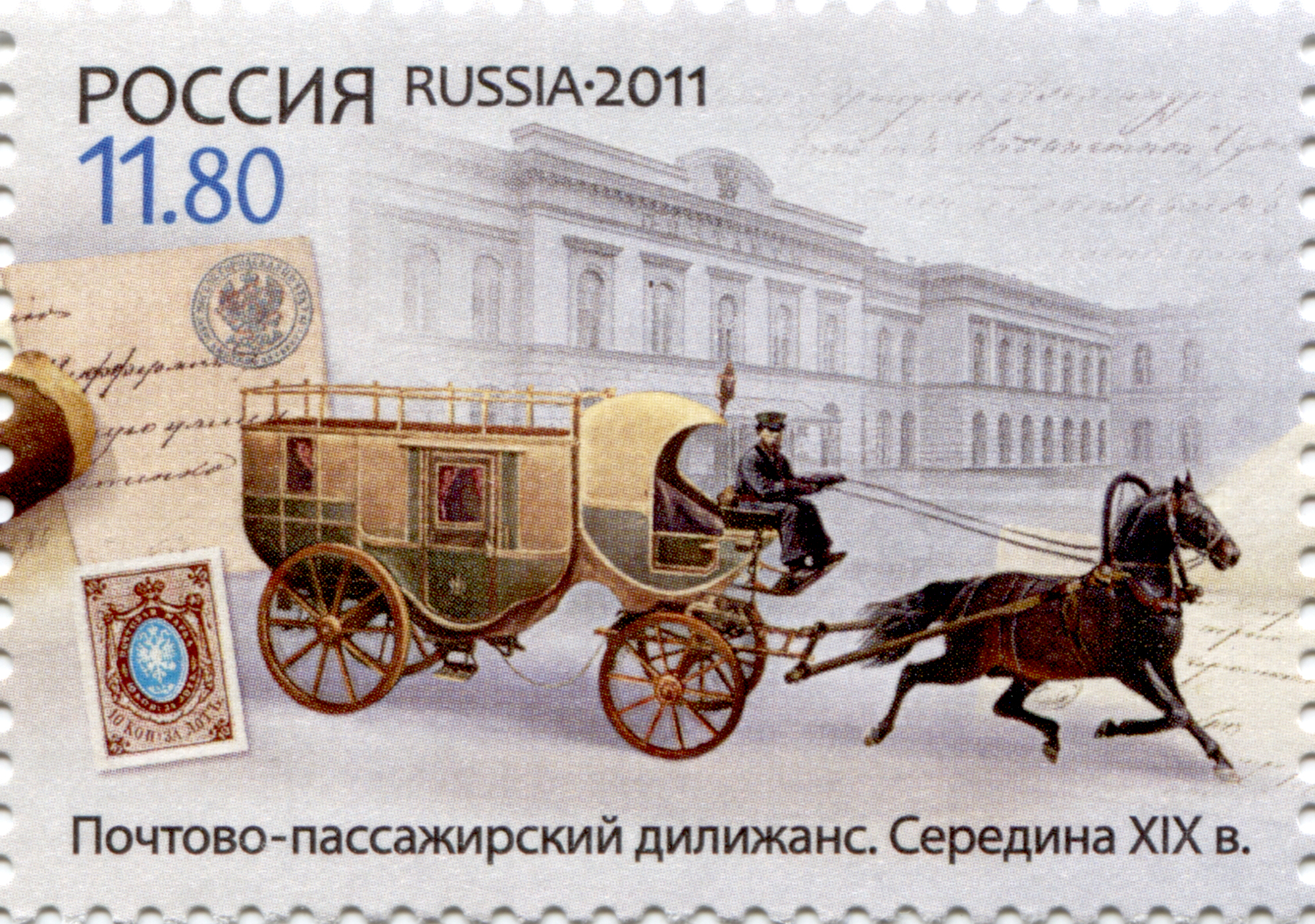